# Bewachungsverordnung
Bei der Bewachungsverordnung (Langtitel: „Verordnung über das Bewachungsgewerbe“; Abkürzung: BewachV) handelt es sich um eine Verordnung, die vom Bundesminister für Wirtschaft der Bundesrepublik Deutschland mit Zustimmung des Bundesrates aufgrund der Verordnungsermächtigung des § 34a Abs. 2 Gewerbeordnung erlassen wurde. Die Verordnung wurde am 3. Mai 2019 neu gefasst (BGBl. I S. 692).
Aus der Bewachungsverordnung geht näher hervor, was eine Bewachung ist, wo eine Bewachung stattfinden kann, wer bewachen darf und welche Voraussetzungen dafür erfüllt sein müssen.
Die Überprüfung der Einhaltung der Bewachungsverordnung obliegt in den meisten Bundesländern den zuständigen Ordnungsämtern, welche auch Verstöße ahnden.
Die Bewachungsverordnung enthält insbesondere nähere Bestimmungen zu den nach § 34a Gewerbeordnung erforderlichen Schulungsnachweisen. So für die Sachkundeprüfung, die Voraussetzung für die Erlaubnis eines Bewachungsgewerbes ist (§ 34a Abs. 1 Satz 3 Nr. 3 GewO mit § 9 BewachV), und für die Unterrichtung (§ 34a Abs. 1a GewO mit § 4 BewachV) der vom Gewerbetreibenden mit Bewachungsaufgaben betrauten Mitarbeiter, also der Wachpersonen. Zuständig sind die Industrie- und Handelskammern (§ 5 und § 10 BewachV). Weiter regelt sie näher das Bewacherregister, Dienstkleidung, Dienstausweise und sonstige Kennungen sowie den Umgang mit Waffen, die Dokumentationspflichten und die gewerberechtlich nötige Haftpflichtversicherung. 